# سر آوردن

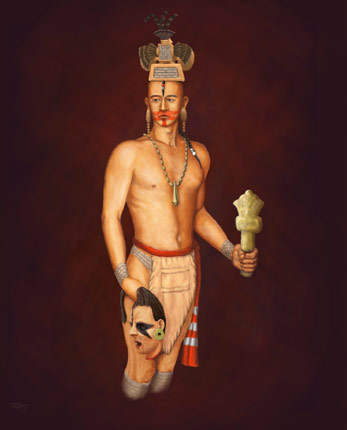
یک روحانی سرخ‌پوست مربوط به فرهنگ میسی‌سیپی که سری بریده و گرزی سنگی به‌دست دارد. بازسازی تصویر برپایه حکاکی‌های کهن بر روی یک صفحه مسی.

به بریدن سر دشمن و همراه آوردن و نگه داشتن آن به نشانه غنیمت و پیروزی اصطلاحاً «سر آوردن» گفته می‌شود. سر آوردن از قدیمی‌ترین سنت‌ها در بسیاری از نقاط زمین بوده و تا اوایل سده بیستم هم در بالکان در اروپا رخ می‌داده‌است.
سر آوردن در قدیم در بخش‌هایی از چین، هند، نیجریه، نورستان، بنگلادش، میانمار، بورنئو، اندونزی، فیلیپین، تایوان، ژاپن، میکرونزی، ملانزی، نیوزیلند، آمریکای مرکزی، جنوب غربی ایالات متحده و حوزه آمازون انجام می شده‌است. این عمل همچنین در میان قبایل خاصی از نژاد سلت، مردم ژرمنی غربی، نورس‌ها و سکاهای اروپای باستان نیز رواج داشته‌است. سر آوردن در اروپا تا اوایل قرن بیستم در شبه جزیره بالکان و تا پایان قرون وسطی در ایرلند و مناطق مرزی انگلیس و اسکاتلند نیز رخ می‌داد.
فرمانروایان مغول و پس از مغول در خاورمیانه و دیگر نقاط از از سر بریدهٔ دشمنان یا دزدان منار می‌ساختند که به آن اصطلاحاً کله‌منار یا منارکله گفته می‌شد. در ژاپن نیز سامورایی‌ها می‌کوشیدند در پایان هر نبرد سرهای بریده دشمن را به پای سپهدارهای خود بیندازند و سپهدار هم در ازای این کار به سامورایی مقام، طلا، نقره، یا بخشی از زمین‌های تصرف‌شده را اعطا می‌کرد. سپهدار سپس کله‌های بریده را در گذرهای عمومی به نمایش می‌گذاشت."
در جنگ جهانی دوم برخی از سربازان متفقین جمجمه سربازان مرده ژاپنی را به عنوان «یادگاری جنگی» برای خانواده و دوستان خود همراه می‌آوردند.

## انگیزه‌ها
مردم‌شناسان به عنوان انگیزه‌های این عمل ازجمله به «خوار و ذلیل کردن دشمن، خشونت آیینی، کوشش در ایجاد تعادل کیهانی، نمایش مردانگی، آدم‌خواری، بالا بردن قدر و منزلت فرد جنگجو میان همراهان، و گونه‌ای تضمین برای برده ماندن دشمن مقتول در زندگی پس از مرگ» اشاره می‌کنند.
به باور مردم‌شناسان سنت سرآوردن در تنظیم روابط و سلسله مراتب میان جوامع و افراد بدوی نقشی آیینی داشته‌است. برخی از کارشناسان این نظریه را مطرح می‌کنند که این عمل احتمالاً ناشی از اعتقاد به این بوده که «روح یا نیروی زندگی افراد در سرشان قرار دارد و می‌توان از طریق تصرف سر، این نیرو را نیز مهار کرد.»
جنگجویانی که سر می‌آوردند این سرها را خشک کرده و نگهداری می‌کردند تا در مراسم آیینی از آن‌ها استفاده‌هایی بکنند.

## نگارخانه

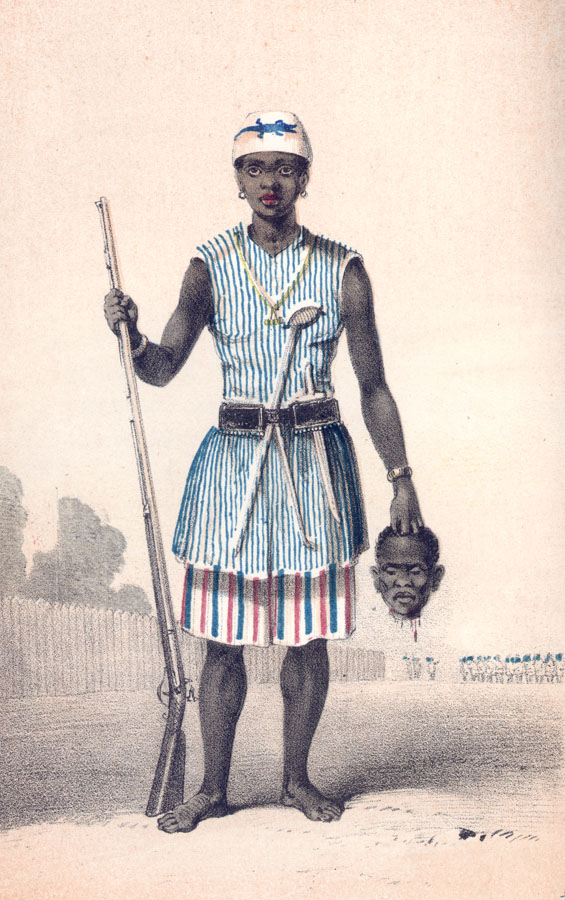
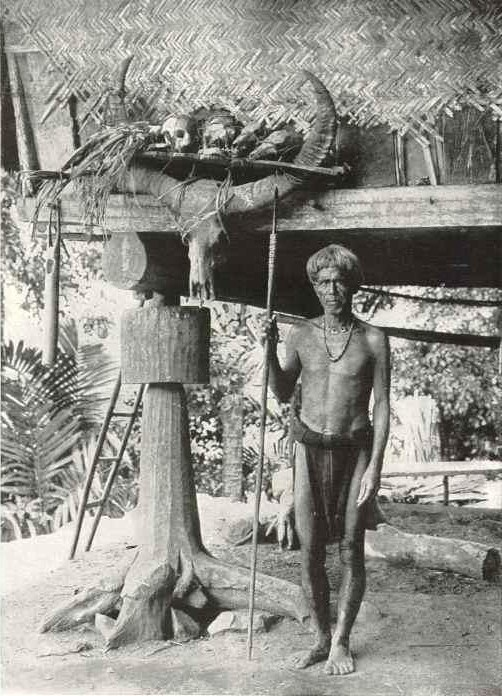
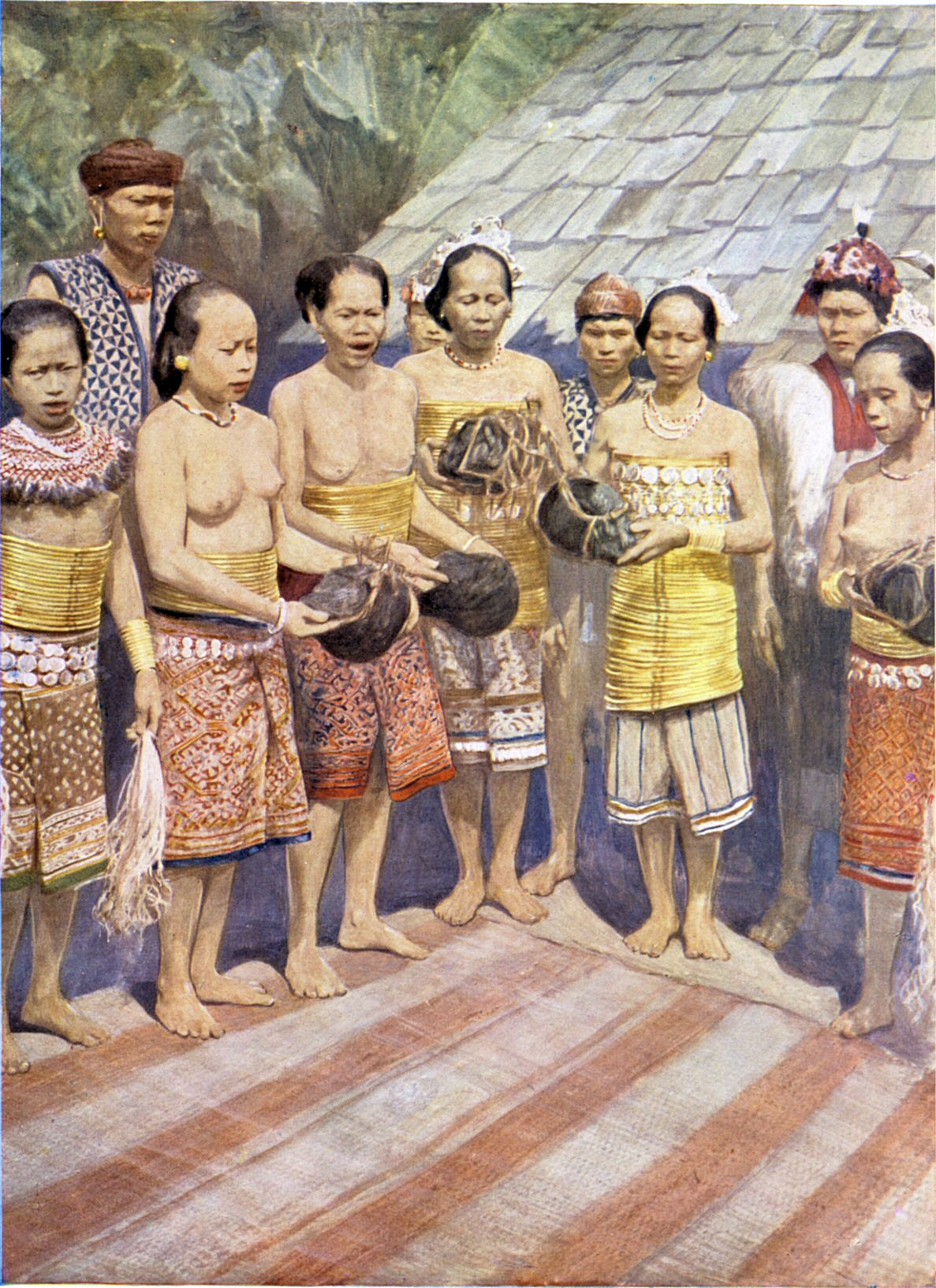